# Fred Rogers
Fred McFeely Rogers (ur. 20 marca 1928 w Latrobe, zm. 27 lutego 2003 w Pittsburghu) – amerykański prezenter telewizyjny dla dzieci, aktor, lalkarz, piosenkarz, kompozytor, producent telewizyjny, autor, pedagog, prezbiteriański duchowny. Posiada swoją gwiazdę na Hollywoodzkiej Alei Gwiazd. Został odznaczony Prezydenckim Medalem Wolności, a na jego cześć została nazwana asteroida (26858) Misterrogers.

## Życiorys
Urodził się w Latrobe w Pensylwanii jako syn Nancy McFeely Flagg i Jamesa Hillisa Rogersa. Miał młodszą siostrę Nancy Elaine. W 1946 ukończył Latrobe High School. Uczęszczał do Dartmouth College przez rok, zanim przeniósł się do Rollins College w Winter Park na Florydzie, gdzie w 1951 uzyskał tytuł licencjata w dziedzinie kompozycji muzycznej. Po ukończeniu studiów został zatrudniony przez telewizję NBC w Nowym Jorku jako asystent producenta The Voice of Firestone. W listopadzie 1953 na wniosek WQED wrócił do Pensylwanii, gdzie został poproszony o opracowanie pierwszego programu telewizyjnego. Potem ukończył seminarium Pittsburgh Theological Seminary (1962) i w 1963 został wyświęcony na ministra prezbiteriana. Był twórcą najdłużej emitowanego serialu Mister Rogers' Neighborhood (1968–2001). 
Napisał około 200 piosenek (w tym piosenkę przewodnią) do programu, z których około tys. odcinków wyemitowano w latach 1968-2001.
Jego żoną była Joanne Rogers (zm. 2021), z tego związku miał dwóch synów: Johna Fredericka i Jamesa Byrda. Zmarł 27 lutego 2003 w Pittsburghu w wieku 74 lat na raka żołądka.

## Wybrana filmografia
- 1981: Ulica Sezamkowa jako Pan Rogers
- 1996: Doktor Quinn jako wielebny Thomas
- 1995: Kacper jako Pan Rogers
- 1998: Wheel of Fortune (amerykański teleturniej)